# Nouvron-Vingré
Nouvron-Vingré és un municipi francès situat al departament de l'Aisne i a la regió dels Alts de França. L'any 2007 tenia 214 habitants.

## Demografia

### Població
El 2007 la població de fet de Nouvron-Vingré era de 214 persones. Hi havia 74 famílies de les quals 12 eren unipersonals (8 homes vivint sols i 4 dones vivint soles), 19 parelles sense fills, 39 parelles amb fills i 4 famílies monoparentals amb fills.
La població ha evolucionat segons el següent gràfic:
Habitants censats

### Habitatges
El 2007 hi havia 95 habitatges, 73 eren l'habitatge principal de la família, 12 eren segones residències i 10 estaven desocupats. 92 eren cases i 2 eren apartaments. Dels 73 habitatges principals, 37 estaven ocupats pels seus propietaris, 35 estaven llogats i ocupats pels llogaters i 1 estava cedit a títol gratuït; 13 tenien tres cambres, 16 en tenien quatre i 45 en tenien cinc o més. 44 habitatges disposaven pel capbaix d'una plaça de pàrquing. A 34 habitatges hi havia un automòbil i a 37 n'hi havia dos o més.

### Piràmide de població
La piràmide de població per edats i sexe el 2009 era:
| Homes | Edats   | Dones |
| ----- | ------- | ----- |
| 0     | 95 o +  | 0     |
| 0     | 90 a 94 | 0     |
| 0     | 85 a 89 | 0     |
| 0     | 80 a 84 | 0     |
| 0     | 75 a 79 | 4     |
| 8     | 70 a 74 | 4     |
| 4     | 65 a 69 | 8     |
| 0     | 60 a 64 | 0     |
| 4     | 55 a 59 | 0     |
| 4     | 50 a 54 | 4     |
| 4     | 45 a 49 | 0     |
| 4     | 40 a 44 | 4     |
| 24    | 35 a 39 | 20    |
| 0     | 30 a 34 | 8     |
| 4     | 25 a 29 | 0     |
| 4     | 20 a 24 | 0     |
| 16    | 15 a 19 | 12    |
| 24    | 10 a 14 | 4     |
| 4     | 5 a 9   | 16    |
| 16    | 0 a 4   | 4     |

## Economia
El 2007 la població en edat de treballar era de 141 persones, 103 eren actives i 38 eren inactives. De les 103 persones actives 90 estaven ocupades (52 homes i 38 dones) i 14 estaven aturades (9 homes i 5 dones). De les 38 persones inactives 10 estaven jubilades, 12 estaven estudiant i 16 estaven classificades com a «altres inactius».

### Ingressos
El 2009 a Nouvron-Vingré hi havia 76 unitats fiscals que integraven 222 persones, la mediana anual d'ingressos fiscals per persona era de 14.061 €.

### Activitats econòmiques
L'únic establiment que hi havia el 2007 era d'una entitat de l'administració pública.
L'any 2000 a Nouvron-Vingré hi havia 10 explotacions agrícoles que ocupaven un total de 1.240 hectàrees.

## Poblacions més properes
El següent diagrama mostra les poblacions més properes.